# El salario del miedo
El salario del miedo (Le Salaire de la peur) es una película coproducción franco-italiana de 1953, del género dramático y aventuras, dirigida por Henri-Georges Clouzot. Protagonizada por Yves Montand, Charles Vanel,  Véra Clouzot, Folco Lulli y Peter van Eyck en los papeles principales está basada en la novela homónima escrita por Georges Arnaud en 1950. Fue elegida como el top 06 de las 100 mejores películas de acción de todos los tiempos por GQ en 2020.

## Sinopsis

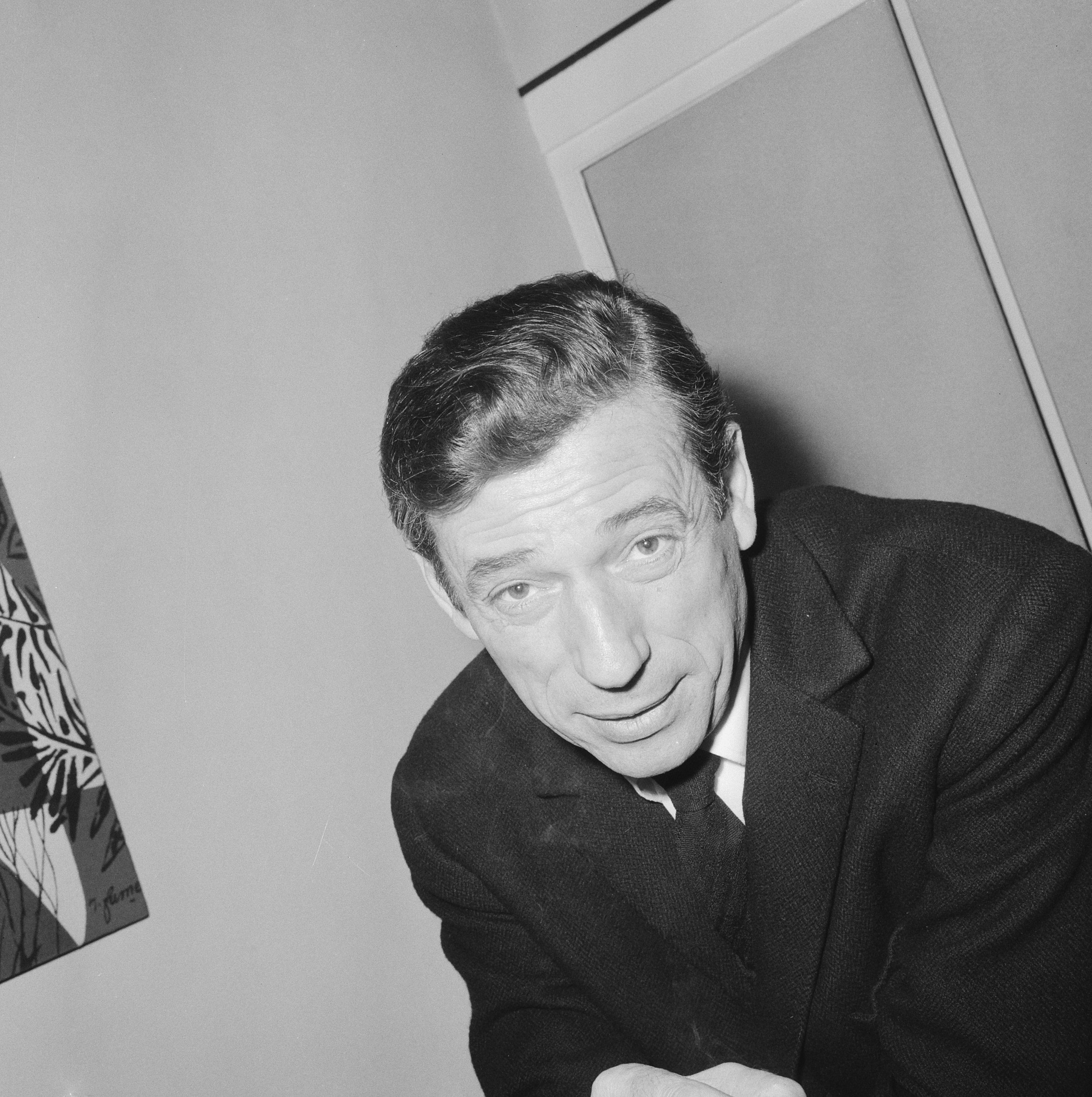
El actor Yves Montand, en 1965.

Una compañía estadounidense, propietaria de instalaciones de extracción de petróleo en un país latinoamericano, contrata a cuatro europeos para trasladar la nitroglicerina que se necesita para apagar un pozo que se ha incendiado. Deberán hacerlo a través de difíciles caminos por las montañas y selvas de los Andes.

## Reparto
- Yves Montand - Mario Livi
- Charles Vanel - M. Jo
- Véra Clouzot - Linda
- Peter Van Eyck - Bimba
- Folco Lulli - Luigi
- William Tubbs - Bill O'Brien
- Darío Moreno - Pepito Hernández
- Jo Dest - Hans Smerloff
- Antonio Centa - Jefe de campamentos
- Luis De Lima - Bernardo

## Producción

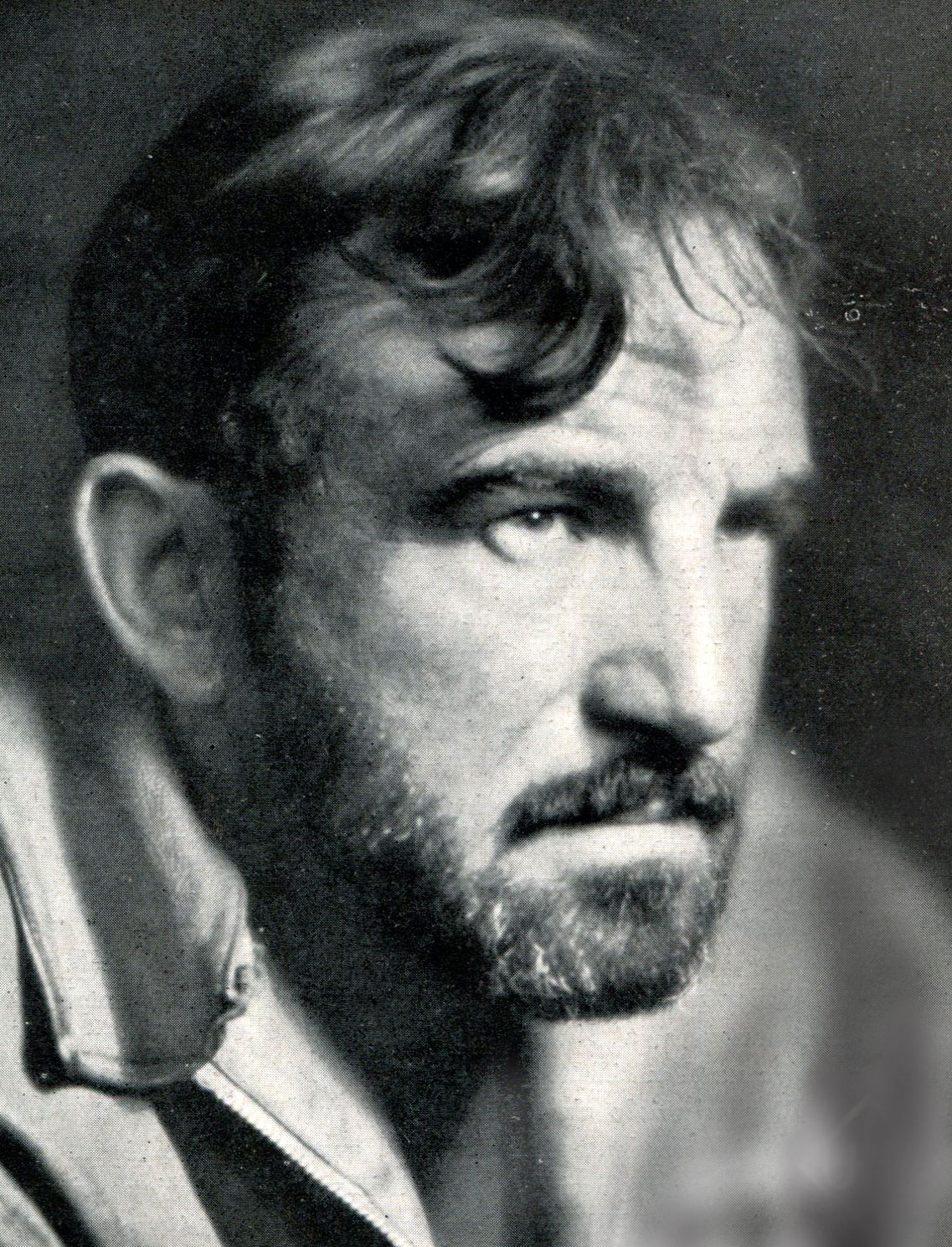
El actor Charles Vanel

En un principio el papel de Jo, un mafioso que se ha quedado sin dinero y busca hacer dinero rápido, fue propuesto a Jean Gabin pero éste lo rechazó creyendo que interpretar el papel de un cobarde podría penalizar su carrera. Finalmente el papel fue interpretado por Charles Vanel quien obtuviera un premio especial en el Festival de Cannes 1953.

## Recepción

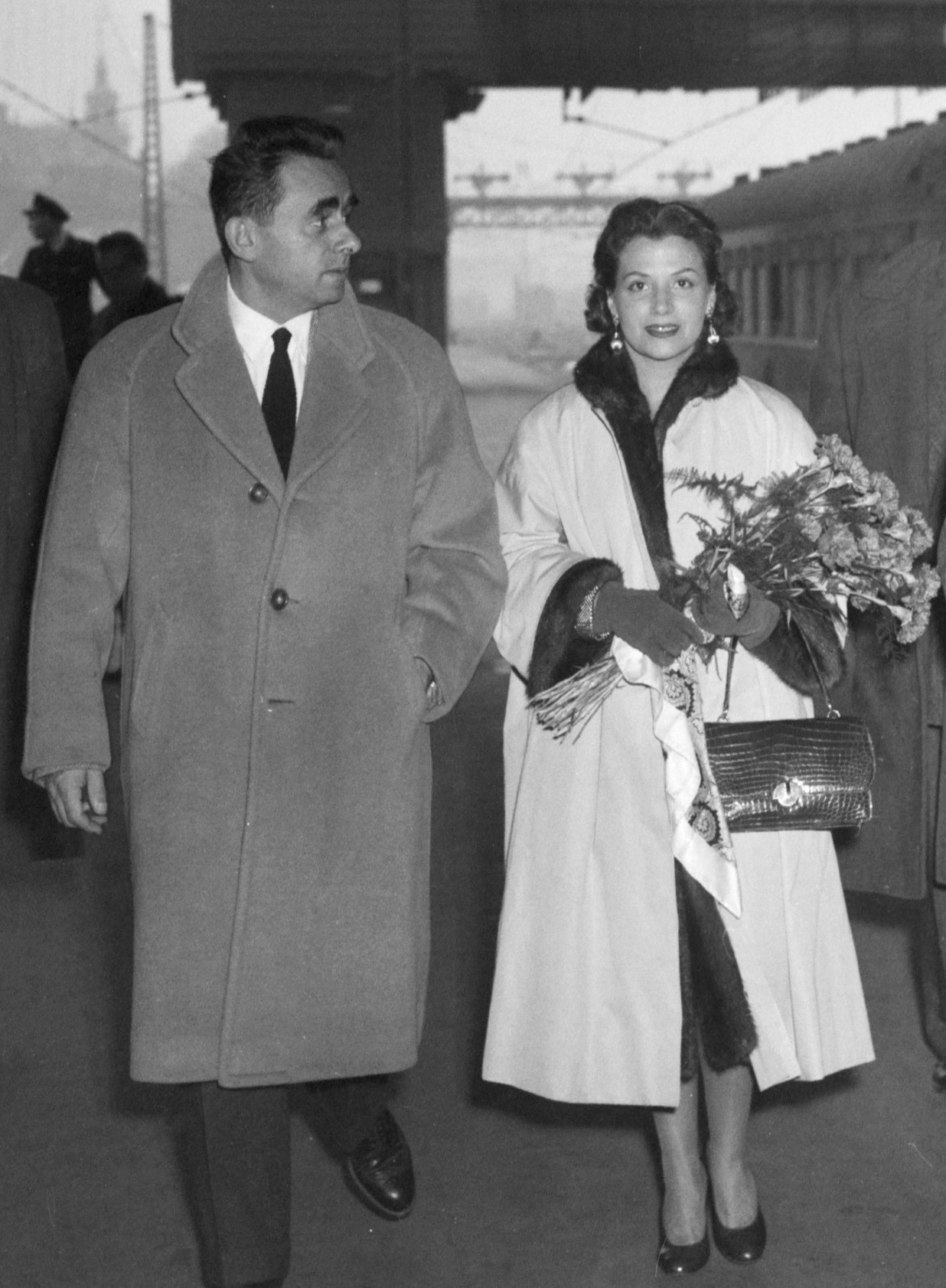
El director Henri-Georges Clouzot y la actriz Véra Clouzot

La película obtiene valoraciones positivas en los portales de información cinematográfica. En IMDb con 51.166 valoraciones, obtiene una puntuación de 8,1 sobre 10. En FilmAffinity con 8.910 valoraciones tiene una calificación de 8,2 sobre 10.

"Esta película es asombrosa, una historia arenosa filmada en un estilo ultra realista que se basa simplemente en la belleza de la iluminación para lograr sus impresionantes efectos. Parece de otro mundo, que en cierto modo lo es. La actuación es excelente: Mario de Montand está lleno de movimientos bruscos e impulsos intensos, pero siempre mantiene su savoir-faire galo, mientras que Charles Vanel como Jo presenta, al menos al principio, un tipo de macho a la pantalla que los cineastas modernos simplemente parecen no comprender. El resto del elenco, especialmente el jefe del campamento, Luigi y Peter van Eyck como Bimba son increíbles, al igual que Vera Clouzot, que es incomprensible pero creíblemente optimista e inocente, y totalmente hermosa en medio del infierno. La dirección de Clouzot es perfecta."
Barleeku (IMDB) 

## Premios
La película obtuvo numerosos reconocimientos tras su estreno comercial.
Festival de Cannes 1953
- Ganador: Palma de Oro a Henri-Georges Clouzot
- Ganador: Mención especial a Charles Vanel

Festival de Berlín 1953
- Ganador: Oso de Oro

Premios del Sindicato Francés de Críticos 1954
- Ganador: Mejor película

Premios BAFTA 1955
- Ganador: Mejor película

Premios Blue Ribbon 1955
- Ganador: Mejor película en lengua extranjera